# Delphacodes salina
Delphacodes salina är en insektsart som först beskrevs av Haupt 1924.  Delphacodes salina ingår i släktet Delphacodes och familjen sporrstritar. Inga underarter finns listade i Catalogue of Life.